# 初代加州兼若
初代加州兼若（しょだいかしゅうかねわか、生年不詳 - 寛永5年？ (1628年？)）は、江戸時代前期の加賀国の刀工。姓は辻村。通称は甚六、のち四郎右衛門。授領銘、藤原高平。

## 経歴
美濃国（現在の岐阜県）に生まれる。
慶長10年(1605年)ころ、加賀の前田家に招かれ、金沢に移る。元和5年（1619年）、越中守を受領し、兼若から高平へと名を改めた。
新刀上々作にして大業物。
志津三郎兼氏の末裔と称する。
作柄としては、地金板目刃文互の目乱れなど志津風である。